# All Seeing Eye
All Seeing Eye es el segundo álbum de estudio de la banda de progressive metal francesa Klone, lanzado el 8 de febrero de 2008 por el sello discográfico Season Of Mist.
En el álbum se utilizan arreglos bien orquestados, poco comunes en el metal, como el uso del arpa, el saxofón, la flauta china y varios tonos electrónicos. Las canciones sombrías, las mezclas inusuales, la mezcla de la atmósfera profunda y opresiva, con vuelos progresivos y melódicos. Las letras están en perfecta sintonía con la música, lo que ilustra el concepto de "All Seeing Eye". Un duelo entre los dominantes y los dominados, el equilibrio entre la sumisión y la dominación. El disco evoluciona a través de sentimientos de amenaza, la esperanza, la confianza, la ansiedad que termina en sentimientos de resentimiento.

## Lista de canciones
| N.º | Título                                          | Duración |  |
| 1.  | «Candlelight»                                   | 3:50     |  |
| 2.  | «All Seeing Eye» (con Joe Duplantier de Gojira) | 5:01     |  |
| 3.  | «Promises»                                      | 3:45     |  |
| 4.  | «Hidden Ways»                                   | 1:48     |  |
| 5.  | «Freezing»                                      | 4:05     |  |
| 6.  | «Empire of Shame»                               | 3:25     |  |
| 7.  | «Choked»                                        | 3:33     |  |
| 8.  | «Last Breath»                                   | 4:56     |  |
| 9.  | «Not the End»                                   | 2:29     |  |
| 10. | «Life Expectancy»                               | 3:14     |  |
| 11. | «Commonplace»                                   | 6:31     |  |

## Personal
- Yann Ligner – voz
- Guillaume Bernard – guitarra
- Mika Moreau – guitarra
- Hugues – bajo
- Florent Marcadet – batería
- Matthieu Metzger – samples, controlador midi, teclados, saxos[2]